# Dictya expansa
Dictya expansa är en tvåvingeart som beskrevs av Steyskal 1938. Dictya expansa ingår i släktet Dictya och familjen kärrflugor. Inga underarter finns listade i Catalogue of Life.